# Кузнецов, Леонид Владимирович
Леонид Владимирович Кузнецов (1927—2006) — советский архитектор; городской архитектор Ростова-на-Дону. Заслуженный архитектор РСФСР, профессор кафедры градостроительства Ростовской государственной академии архитектуры и искусства, член регионального отделения Союза архитекторов.

## Биография
Родился в Омске 5 марта 1927 года. В середине 1930-х годов был репрессирован его отец.
В 1943 году Леонид поступил в Ростовское ремесленное училище, одновременно учился в вечерней школе. По окончании учёбы получил специальность лепщика-модельщика и в октябре 1953 года поступил в Институт живописи, скульптуры и архитектуры Академии художеств СССР. Окончив в 1959 году архитектурный факультет, Кузнецов вернулся в Ростов-на-Дону, где работал в крупнейших на юге СССР проектных институтах — «Облпроект», «Ростовгипрошахт», «Ростовгражданпроект». В 1960—1970-х годах он занимался планировками городов и посёлков Ростовской области — Новочеркасска, Красного Сулина, Матвеева-Кургана, Зернограда, Новошахтинска, Чертково и других.
В 1968 году вместе с архитектором Н. Н. Нерсесьянцем института «Ростовгражданпроект» Л. В. Кузнецов разрабатывал генеральный план Ростова-на-Дону, который утвердили в 1971 году. Этот проект предполагал в течение 25-30 лет увеличение численности населения города до миллиона жителей и намечал основные этапы его развития в северном и западном направлении. Окончательный вариант развития Ростова-на-Дону был выполнен в 1976 году Леонидом Владимировичем в соавторстве с архитекторами Н. Н. Нерсесьянцем и Ю. Н. Трухачёвым.
Одной из важных тем для Леонида Кузнецова стало создание воинских мемориальных памятников. В 1960-х годах он сотрудничал с Художественным фондом РСФСР и разработал более десяти проектов памятников погибшим советским воинам для Ростовской области, в частности — мемориальный комплекс в Каменске-Шахтинском и композицию Комсомольской площади в Ростове-на-Дону, где была создана стела погибшим комсомольцам, защищавшим город в 1941—1943 годах.
В середине 1980-х годов в Ростове-на-Дону был создан Архитектурный институт, впоследствии преобразованный в Ростовскую академию архитектуры и искусства (ныне — в составе Южного федерального университета). Л. В. Кузнецов преподавал в этих вузах, а в последние годы занимал должность профессора на кафедре градостроительства.
Умер 16 марта 2006 года.